# Oesolka (Tasejeva)
De Oesolka (Russisch: Усолка; "in het zout") is een 356 kilometer lange rivier in het zuidwesten van Oost-Siberië, in de Russische kraj Krasnojarsk. Het is een zuidelijke (linker) zijrivier van de Tasejeva. De naam komt van de zoutbronnen die zich in de riviervallei bevinden en waarvan de pekel vanaf de jaren 1640 werd gebruikt voor het koken van zout.
De rivier ontstaat in een nat gebied bij de gehuchten Nikolajevka en Vozdjizjenka (ten noordoosten van Ilanski) en stroomt in westelijke richting langs de zuidwestelijke rand van het Midden-Siberisch Bergland, om verderop langzamerhand af te buigen naar het noord-noordwesten. Bij het gehucht Oestje stroomt ze in de Tasejeva. De grootste plaats langs de rivier is Tasejevo.
De rivier is bevaarbaar. De rivier heeft een gemengde aanvoer met veel sneeuw en overstroomt in de zomer. De rivier is bevroren van de tweede helft van oktober, eerste helft van november tot de tweede helft van april, eerste helft van mei.